# Marcel Fišer
Marcel Fišer (* 23. listopadu 1969 Sušice) je kurátor, historik umění specializovaný na umění 20. a 21. století, ředitel Galerie výtvarného umění v Chebu.

## Život
Marcel Fišer strávil dětství v Žichovicích v Pošumaví. V letech 1984-1988 absolvoval plzeňské gymnázium se specializací na matematiku. Do roku 1991 studoval jaderné inženýrství na Fakultě jaderné a fyzikálně inženýrské ČVUT v Praze. Odtud roku 1991 přešel ke studiu dějin umění na Filozofické fakultě UK (prof. P. Wittlich, M. Horyna, J. Royt, R. Prahl). Studium ukončil roku 1997 obhajobou diplomové práce: Zdeněk Rykr, Malířské dílo na pozadí životních osudů autora. Roku 2003 působil v rámci stipendia pro kulturní manažery IFA v Museum moderner Kunst - Stiftung Wörlen v Pasově. Roku 2006 byl na studijním pobytu v Oberpfälzer Künstlerhaus Schwandorf. Roku 2006 zorganizoval vědecké symposium o Josefu Váchalovi ve Vlastivědném muzeu v Klatovech.
V letech 2005-2012 byl doktorandem na Ústavu dějin umění Filozofické fakulty UK a obhájil disertaci Výtvarná sympozia v šedesátých letech.
Roku 1993 založil Galerii A.F.F.A v druhém patře Malostranské besedy (po renovaci svépomocí
přejmenováno na Galerie Malostranská beseda), kde organizoval výstavy spolu s Martinem Součkem. Od roku 1996 působil jako kurátor Galerie Klatovy / Klenová, roku 2000 se stal ředitelem galerie. Roku 2001 založil Mezinárodní symposium linorytu na Klenové, roku 2003 byl zakladatelem a kurátorem ceny Start Point pro nejlepší absolventy evropských vysokých výtvarných škol, zaměstnal mladé kurátory (Edith Jeřábková, Pavel Vančát, Jan Freiberg). Vytvořil podmínky pro rezidenční pobyty umělců ve Vile Paula na Klenové a pro výstavy zpřístupnil kostel sv. Vavřince v Klatovech. Roku 2001 byl zakladatelem a několik dalších let editorem Sborníku z historie a dějin umění (vydavatel: Historická společnost Klatovy), od roku 2002 šéfredaktorem galerijního časopisu Pars pro toto. Roku 2008 založil Centrum pro dějiny sochařství Horažďovice, které mapovalo sochy ve veřejném prostoru a provozovalo web Sochařství info (v současnosti už nefunkční). Vydalo několik publikací mapujících detailně umění v městech Beroun, Františkovy lázně, Klatovy, Domažlice, Cheb a Sokolov.
Působil jako člen odborných rad a sdružení (2014 – 2017 místopředseda UHS, od r. 2000 správní rada Galerie města Plzně, nákupní komise , byl nebo dosud je členem nákupních komisí Sbírky moderního umění Národní galerie Praha, VČG Pardubice, GHMP, GBR Louny, ZG Plzeň, OG Liberec.
Roku 2009, kdy byla Galerie Klatovy / Klenová považována odbornou veřejností za nejlepší regionální galerii, která kvalitou své činnosti překračovala i hranice republiky, byl Marcel Fišer odvolán z rozhodnutí krajského radního za ČSSD Václava Koubíka, s požehnáním tehdejší hejtmanky Milady Emmerové (ČSSD). Šlo o politické důvody (byl krátce na kandidátce ODS), i když vedení kraje uvádělo jako zástupný problém nákup mlýna v Horažďovicích pro potřeby galerie. Předchozí vedení kraje přitom již dříve koupi horažďovického mlýna schválilo. Marcel Fišer chtěl zdevastovanou budovu mlýna opravit a využít pro stálou expozici galerie Klatovy / Klenová. Inspiroval se případem krumlovského pivovaru (Egon Schiele Art Centrum) nebo Sovových mlýnů, které pro Museum Kampa nechala zrekonstruovat Meda Mládková. Přestože se zde původní záměr neuskutečnil, památkově chráněnou budovu mlýna se nakonec díky tomuto nákupu podařilo zachránit a využít pro veřejný účel.
Proti odvolání Marcela Fišera protestovala odborná veřejnost (mj. rektor VŠUP, prorektor AVU, předsedkyně Uměleckohistorické společnosti, předseda Rady galerií ČR, předsedkyně Sdružení výtvarných kritiků a teoretiků a místopředsedkyně AICA) a na jeho podporu vznikla petice, kterou podepsalo více než 2 000 signatářů. Spolu s Marcelem Fišerem byl ukončen pracovní poměr i jeho spolupracovníkům.
Po rezignaci dlouholetého ředitele Galerii výtvarného umění v Chebu (GAVU) Jiřího Vykoukala byl na základě výběrového řízení jmenován ředitelem Marcel Fišer. Pod jeho vedením se GAVU stala vedle Plzně asi nejlepším příkladem ambiciózního, systematického a zároveň s lokálními potřebami spojeného rozvoje instituce.
Roku 2012 obnovil sympozia Mezery v historii – Lücken in der Geschichte, konaná střídavě v Chebu a Liberci. V budově muzea byla roku 2013 nově instalována expozice chebské gotiky, přemístěná z nevyhovujících prostor v barokním kostele Sv. Kláry. Marcel Fišer obnovil nákupní činnost muzea a doplnil bohaté sbírky vybudované předchozím ředitelem o některá díla z období 60.-70. let, včetně grafiky. Soustředil se zejména na období od 80. let do současnosti. Nově byla do sbírek zařazena díla autorů mladší generace, získaná díky bohaté výstavní činnosti galerie. V letech 2009-2016 organizovala chebská galerie projekt Graffiti Boom a vytvořila tak sbírku street artu. V roce 2016 rozšířil záběr galerie o design, když se mu podařilo získat sousední budovu, v níž zřídil Retromuseum – muzeum životního stylu a designu v ČSSR.